# Врпоље Љубомир
Врпоље Љубомир је насељено мјесто у граду Требиње, Република Српска, БиХ. Према попису становништва из 1991. у насељу је живјело 73 становника.
У овом месту је рођен 1912. године Љубо Миљановић, народни херој Југославије.

## Становништво
| Демографија | Демографија | Демографија |
| Година      | Становника  | Становника  |
| ----------- | ----------- | ----------- |
| 1991.       | 73          |             |